# Panicum konaense
Panicum konaense är en gräsart som beskrevs av Leo David Whitney och Edward Yataro Hosaka. Panicum konaense ingår i släktet vipphirser, och familjen gräs. Inga underarter finns listade i Catalogue of Life.

## Bildgalleri

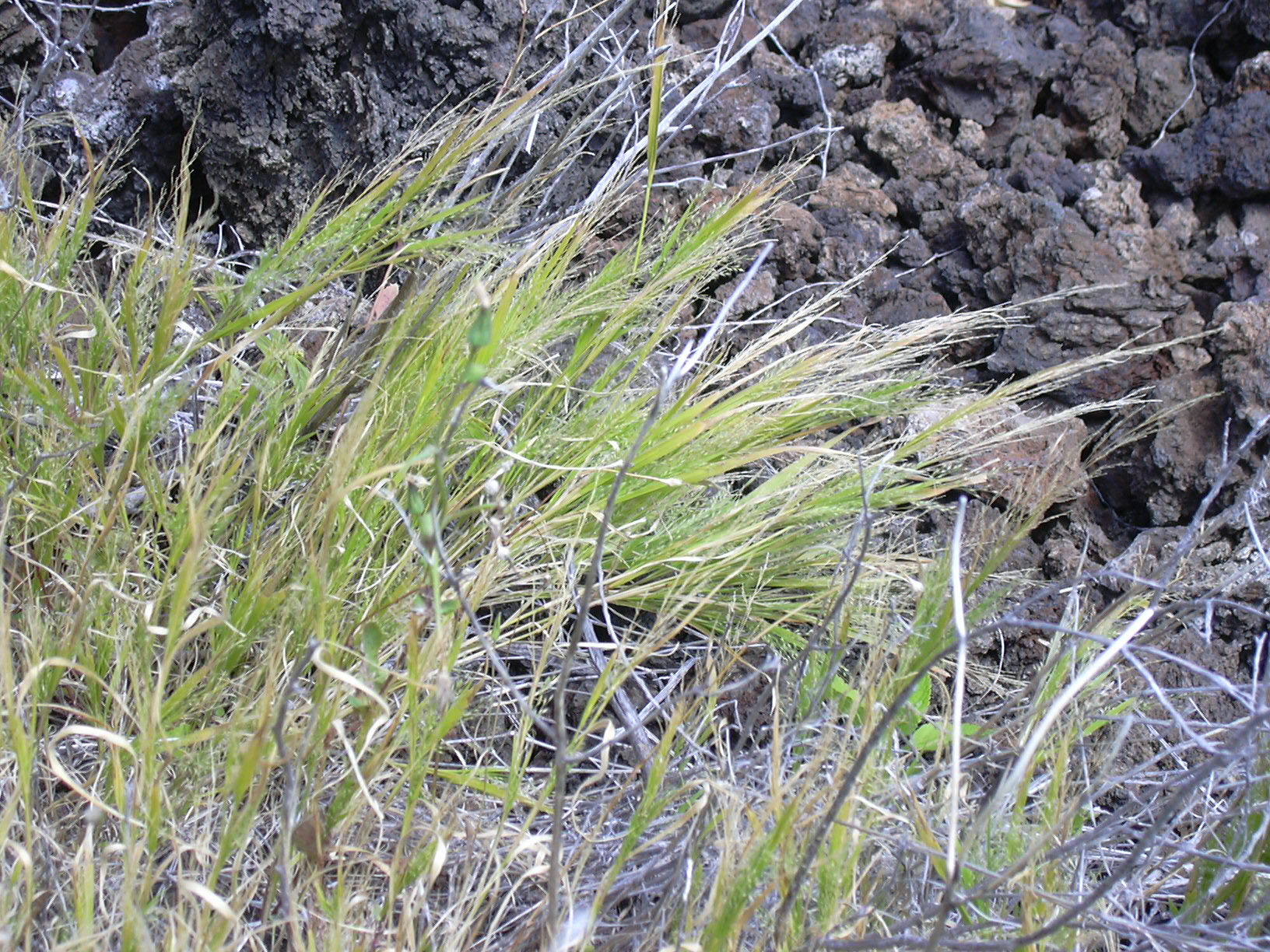